# Brill Cagliari 1970-1971
Nella stagione 1970-1971, la Brill Cagliari ha disputato il campionato di Serie B Nazionale,  secondo livello del Basket italiano, nel girone B; giungendo seconda a sei punti dalla Stella Azzurra Roma.
In Coppa Italia venne eliminata al quarto turno dalla Pallacanestro Firenze

## Roster
|  | Naz.              | Ruolo | Sportivo           | Anno | Alt. | Peso |  |
|  | ----------------- | ----- | ------------------ | ---- | ---- | ---- |  |
|  | Italia (bandiera) |       | Giuseppe Correddu  |      |      |      |  |
|  | Italia (bandiera) |       | Giorgio Cugusi     |      |      |      |  |
|  | Italia (bandiera) |       | Francesco Mastio   |      |      |      |  |
|  | Italia (bandiera) | G     | Alberto Pedrazzini |      | 194  |      |  |
|  | Italia (bandiera) |       | Piero Rigucci      |      |      |      |  |
|  | Italia (bandiera) |       | Sabatini           |      |      |      |  |
|  | Italia (bandiera) | A     | Sandro Spinetti    |      | 190  |      |  |
|  | Italia (bandiera) |       | Roberto Usai       |      |      |      |  |
|  | Italia (bandiera) | A     | Mario Vascellari   |      | 193  |      |  |
|  | Italia (bandiera) | C     | Claudio Velluti    |      |      |      |  |